# Tadeusz Dziuba
Tadeusz Antoni Dziuba (ur. 17 grudnia 1948 w Poznaniu) – polski polityk i urzędnik państwowy, w latach 1989–1991 i 2011–2019 poseł na Sejm X, VII i VIII kadencji, w latach 2005–2007 wojewoda wielkopolski, wiceprezes Najwyższej Izby Kontroli w latach 2019–2023.

## Życiorys
W 1971 ukończył studia na Wydziale Technologii Drewna Akademii Rolniczej w Poznaniu, do 1993 pracował na tej uczelni. W 1980 uzyskał stopień doktora nauk technicznych. Studiował także na Wydziale Budownictwa Lądowego Politechniki Poznańskiej, ukończył studia podyplomowe z rachunkowości (na Akademii Ekonomicznej w Poznaniu w 1996) oraz z rzeczoznawstwa majątkowego (na Uniwersytecie Warmińsko-Mazurskim w Olsztynie w 2001). Ogłosił ponad 60 publikacji naukowych i naukowo-technicznych. W latach 1985–1987 zasiadał w Radzie Głównej Nauki i Szkolnictwa Wyższego. W 1988 otrzymał Srebrny Krzyż Zasługi.
W latach 1993–2000 był wicedyrektorem delegatury Najwyższej Izby Kontroli w Poznaniu, 2000–2001 wicedyrektorem Departamentu Edukacji, Nauki i Kultury NIK, 2001–2005 ponownie wicedyrektorem delegatury NIK w Poznaniu. Publikował na łamach czasopisma NIK „Kontrola Państwowa”.
W latach 1973–1990 należał do Stronnictwa Demokratycznego. Z ramienia tej partii i przy poparciu „Solidarności” pełnił mandat poselski na Sejmie kontraktowym w latach 1989–1991 z okręgu Poznań-Nowe Miasto. Był wiceprzewodniczącym Komisji Edukacji, Nauki i Postępu Technicznego, brał także udział w pracach Komisji Ustawodawczej oraz Komisji Mniejszości Narodowych i Etnicznych. W 1990 znalazł się w gronie członków założycieli Porozumienia Centrum, następnie kierował strukturami tej partii w Wielkopolsce. Zrezygnował z działalności partyjnej w 1995 w związku ze zmianą przepisów dotyczących pracowników NIK. Z ramienia Akcji Wyborczej Solidarność ubiegał się bezskutecznie o mandat poselski w wyborach w 1997.
Od 2001 związany z Prawem i Sprawiedliwością, z jego listy kandydował bez powodzenia do Sejmu w wyborach w 2001. Od 28 grudnia 2005 do 29 listopada 2007 zajmował stanowisko wojewody wielkopolskiego.
W 2010 jako kandydat w wyborach prezydenta Poznania z ramienia Prawa i Sprawiedliwości zajął trzecie miejsce. W tych samych wyborach z listy PiS dostał się do rady miasta Poznania. Został też przewodniczącym zarządu okręgowego tej partii w Poznaniu, zajmował to stanowisko do 2019.
Członek Akademickiego Klubu Obywatelskiego im. Prezydenta Lecha Kaczyńskiego w Poznaniu. W marcu 2011 w wyborach do samorządów pomocniczych dostał się do rady osiedla Sołacz. W październiku tego samego roku kandydował w wyborach parlamentarnych z 1. miejsca na liście komitetu wyborczego Prawa i Sprawiedliwości w okręgu wyborczym nr 39 w Poznaniu i uzyskał mandat poselski. Oddano na niego 28 508 głosów (7,13% głosów oddanych w okręgu). Bezskutecznie z ramienia PiS kandydował w wyborach do Parlamentu Europejskiego w 2014. W wyborach w tym samym roku ponownie był kandydatem Prawa i Sprawiedliwości na urząd prezydenta Poznania.
W 2015 z powodzeniem ubiegał się natomiast o poselską reelekcję (dostał 32 910 głosów). W wyborach w 2019 nie został ponownie wybrany do Sejmu. 27 listopada 2019 został przez marszałek Sejmu Elżbietę Witek powołany na stanowisko wiceprezesa Najwyższej Izby Kontroli. Prezes NIK Marian Banaś bezskutecznie wnosił o jego odwołanie w trakcie IX kadencji Sejmu. Na początku X kadencji Sejmu Komisja do Spraw Kontroli Państwowej pozytywnie zaopiniowała jego kolejny wniosek o odwołanie. Tadeusz Dziuba zakończył urzędowanie w grudniu 2023.